# Газни (провинция)
Газни е провинция в югоизточен Афганистан с площ 22 915 км² и население 931 000 души (2002). Административен център е град Газни.

## Административно деление
Провинцията се поделя на 19 общини.